# Elaver quadrata
Elaver quadrata là một loài nhện trong họ Clubionidae.
Loài này thuộc chi Elaver. Elaver quadrata được Otto Kraus miêu tả năm 1955.